# Lymantria rosea
Lymantria rosea är en fjärilsart som beskrevs av Butler 1879. Lymantria rosea ingår i släktet Lymantria och familjen tofsspinnare. Inga underarter finns listade i Catalogue of Life.